# The Bends
The Bends é o segundo álbum de estúdio da banda de rock inglesa Radiohead, lançado em 13 de março de 1995 pela Parlophone. A maioria das faixas foi produzida por John Leckie, com produção extra de Radiohead, Nigel Godrich e Jim Warren. The Bends combina músicas de guitarra e baladas, com mais arranjos contidos e letras enigmáticas do que o álbum de estreia do Radiohead, Pablo Honey (1993).
O trabalho em The Bends começou no RAK Studios, em Londres, em fevereiro de 1994, e durou cerca de quatro meses no total. As tensões eram altas, com a pressão da Parlophone para igualar as vendas do single de estreia do Radiohead, "Creep", e o progresso era lento. Depois de uma turnê internacional em maio e junho, o Radiohead retomou o trabalho no Abbey Road em Londres e no Manor em Oxfordshire. The Bends foi mixado por Leckie, Sean Slade e Paul Q. Kolderie, que produziu Pablo Honey. Foi a primeira colaboração do Radiohead com Godrich e o artista da capa Stanley Donwood, que trabalhou com o Radiohead em todos os álbuns desde então.
Vários singles foram lançados, juntos com videoclipes: "My Iron Lung", o duplo A-side "Planet Telex / High and Dry", "Fake Plastic Trees", "Just" e o top cinco do Radiohead no Reino Unido "Street Spirit (Fade Out)". "The Bends" também foi lançado como single na Irlanda. Um vídeo ao vivo, Live at the Astoria, foi lançado em VHS. Radiohead excursionou extensivamente promovendo The Bends, incluindo turnês nos Estados Unidos apoiando o R.E.M. e Alanis Morissette.
Embora tenha alcançado o quarto lugar na parada de álbuns do Reino Unido, The Bends não conseguiu aproveitar o sucesso de "Creep" fora do Reino Unido, alcançando a posição 88 na Billboard 200 dos EUA. Desde então, foi certificado como platina nos Estados Unidos e platina quádrupla no Reino Unido. Recebeu maior aclamação do que Pablo Honey, incluindo uma indicação de Melhor Álbum Britânico no Brit Awards de 1996; elevou o Radiohead de one-hit wonders a uma das bandas britânicas mais reconhecidas. É frequentemente considerado um dos melhores álbuns de todos os tempos e foi incluído na 3ª edição (2000) dos 1000 melhores álbuns de todos os tempos de Colin Larkin e em todas as três edições dos 500 melhores álbuns de todos os tempos da Rolling Stone. The Bends é creditado por influenciar uma geração de artistas pós-Britpop, como Coldplay, Muse e Travis.

## Contexto
O Radiohead lançou seu álbum de estreia, Pablo Honey, em 1993. Quando começaram sua primeira turnê nos Estados Unidos no início daquele ano, seu single de estreia "Creep" havia se tornado um sucesso. As tensões eram altas, pois a banda se sentia pressionada pelo sucesso e pelas expectativas crescentes. Após as turnês, o cantor Thom Yorke adoeceu e o Radiohead cancelou uma apresentação no Reading Festival. Ele disse à NME: "Fisicamente estou completamente fodido e mentalmente estou farto." De acordo com alguns relatos, a gravadora do Radiohead, EMI, deu a eles seis meses para "se resolverem" ou seriam descartados. O chefe de A&R da EMI, Keith Wozencroft, negou isso, dizendo: "O rock experimental estava sendo tocado e tinha potencial comercial. As pessoas expressam paranoias diferentes, mas para a gravadora [Radiohead] estavam se desenvolvendo brilhantemente desde Pablo Honey."
Depois que o Radiohead terminou de gravar Pablo Honey, Yorke apresentou ao co-produtor Paul Q Kolderie uma fita demo do novo material com o título provisório de The Benz. Kolderie ficou chocado ao descobrir que as canções eram "todas melhores do que qualquer coisa em Pablo Honey". O guitarrista Ed O'Brien disse mais tarde: "Depois de toda aquela turnê com Pablo Honey... as canções que Thom estava escrevendo eram muito melhores. Depois de um período de um ano e meio, de repente, bang." Kolderie creditou as turnês de Pablo Honey por "transformá-los em uma banda firme".
Para seu próximo álbum, o Radiohead selecionou o produtor John Leckie, que produziu discos de artistas que eles admiravam, como o Magazine. O baterista, Philip Selway, disse que o Radiohead ficou tranquilo com o quão relaxado e de mente aberta Leckie estava em seu primeiro encontro. De acordo com O'Brien, o sucesso de "Creep" significava que o Radiohead não estava em dívida com a EMI e, portanto, tinha mais liberdade em seu próximo álbum. A EMI pediu ao Radiohead para entregar uma continuação de "Creep" para o mercado americano; no entanto, de acordo com Leckie, Radiohead rejeitou "Creep" e não "pensou em fazer singles de sucesso".
A gravação foi adiada para que Leckie pudesse trabalhar no álbum Carnival of Light, de outra banda de Oxford, Ride. O Radiohead usou o tempo extra para ensaiar em um celeiro abandonado em uma fazenda de frutas de Oxfordshire em janeiro de 1994. Yorke disse: "Tínhamos todas essas músicas e gostávamos muito delas, mas as conhecíamos quase bem demais... então tivemos que meio que aprendemos a gostar deles de novo antes de podermos gravá-las, o que é estranho."

## Gravação

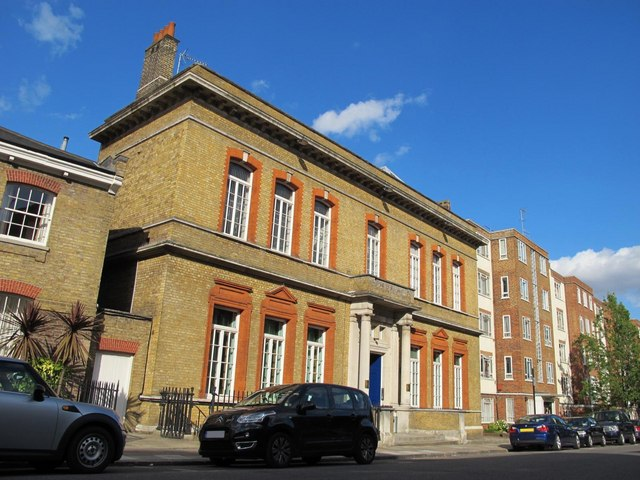
RAK Studios, Londres

A EMI deu ao Radiohead nove semanas para gravar o álbum, planejando lançá-lo em outubro de 1994. O trabalho começou no RAK Studios em Londres em fevereiro de 1994. Yorke chegava cedo ao estúdio e trabalhava sozinho ao piano; de acordo com Leckie, "Novas canções se derramavam dele." A banda elogiou Leckie por desmistificar o ambiente de estúdio. O guitarrista Jonny Greenwood disse: "Ele não nos tratou como se tivesse algum tipo de feitiçaria que só ele entende. Não há mistério nisso, o que é tão revigorante." As sessões foram a primeira colaboração do Radiohead com seu futuro produtor Nigel Godrich, que projetou as sessões do RAK. Quando Leckie deixou o estúdio para participar de um compromisso social, Godrich e a banda ficaram para gravar B-sides. Uma música produzida por Godrich, "Black Star", foi incluída no álbum.
Enquanto Pablo Honey foi escrito principalmente por Yorke, The Bends teve uma maior colaboração. Anteriormente, todos os três guitarristas costumavam tocar partes idênticas, criando uma "parede densa e difusa"; seus papéis no Bends eram mais divididos, com Yorke geralmente tocando o ritmo, Greenwood conduzindo e Ed O'Brien fornecendo efeitos. "(Nice Dream)" começou como uma simples canção de quatro acordes de Yorke, mas foi expandida com partes extras de O'Brien e Greenwood. Grande parte de "Just" foi escrita por Greenwood, que, de acordo com Yorke, "estava tentando colocar o máximo de acordes possível em uma música". A banda também criou arranjos mais contidos; nas palavras de O'Brien, "Estávamos muito cientes de algo em The Bends que não sabíamos em Pablo Honey... Se soasse realmente ótimo com Thom tocando acústico com Phil e [baixista Colin Greenwood], qual era o ponto em tentar adicionar algo mais?"
"Planet Telex" começou com um loop de bateria retirado de outra música, o B-side "Killer Cars", e foi escrita e gravada em uma única noite no RAK. Não satisfeito com as versões de "My Iron Lung" gravadas no RAK, o Radiohead usou uma performance ao vivo do London Astoria para o álbum, com os vocais de Yorke substituídos e o público removido. O Radiohead fez vários esforços para gravar "Fake Plastic Trees"; O'Brien comparou uma versão à música "November Rain" do Guns N 'Roses, dizendo que era "pomposo e bombástico... só o pior". Eventualmente, Leckie gravou Yorke tocando "Fake Plastic Trees" sozinho, que o resto da banda usou para construir a música final. "High and Dry" precedeu as sessões de Bends; foi gravada em 1993 no Courtyard Studios pelo engenheiro de som ao vivo do Radiohead, Jim Warren. Yorke disse mais tarde que era uma música "muito ruim" que a EMI o pressionou a lançar.
A gravação terminou em novembro de 1994 no Abbey Road Studios em Londres; Selway disse que o álbum foi gravado em cerca de quatro meses no total. Leckie mixou partes do The Bends no Abbey Road. Com os prazos se aproximando, a EMI ficou preocupada com o fato de ele estar demorando demais; sem o seu conhecimento, eles enviaram faixas para os produtores de Pablo Honey, Sean Slade e Paul Q. Kolderie, mixarem. Leckie não gostou das mixagens deles, achando-as "impetuosas", mas depois disse: "Passei por um pouco de trauma na época, mas talvez eles tenham escolhido a melhor coisa". Apenas três mixagens de Leckie foram usadas no álbum.

## Música
The Bends tem sido descrito como rock alternativo, Britpop e indie rock. Como Pablo Honey, o álbum apresenta músicas de rock orientadas por guitarra, mas suas músicas são "mais espaciais e estranhas", de acordo com Bill Reed, do The Gazette. As músicas são mais ecléticas do que as presentes em Pablo Honey. Colin disse que eles queriam se distinguir de Pablo Honey, vendo The Bends como mais representativo de seu estilo. O título do álbum, um termo para doença de descompressão, faz referência à rápida ascensão do Radiohead à fama com "Creep"; Yorke disse "nós subimos rápido demais".
De acordo com Kolderie, "The Bends não era um álbum inglês nem americano. É um álbum feito no vazio de turnês e viagens. Ele realmente tinha aquela sensação de 'Nós não moramos em lugar nenhum e não pertencemos a lugar nenhum.'" Reed descreveu o álbum como "intrigantemente perturbado" e "bipolar". Ele comparou "The Bends" à música tardia dos Beatles, descreveu "My Iron Lung" como hard rock e notou sons mais suaves em "Bullet Proof" e "High and Dry", apresentando o "lado mais melancólico e meditativo" do Radiohead.
Várias músicas evocam uma "sensação de um sujeito desintegrado ou desconectado". A Rolling Stone descreveu-o como uma "mistura de hinos de guitarra sônica e baladas marcantes", com letras evocando uma "paisagem assombrada" de doença, consumismo, ciúme e saudade. "Fake Plastic Trees" foi inspirado no desenvolvimento comercial de Canary Wharf e uma performance de Jeff Buckley vista por Yorke, que o inspirou a usar falsete. Yorke lamenta os efeitos do consumismo nos relacionamentos modernos. Sasha Frere-Jones comparou sua melodia ao "segundo tema de um quarteto de cordas de Schubert". Em "Just" Jonny e Colin criam um espaço substancial tocando escalas octatônicas que se estendem por quatro oitavas - o álbum tendo um tom geral espaçoso.
"Sulk" foi escrito como uma resposta ao massacre de Hungerford. Originalmente, terminava com a letra "just shoot your gun"; Yorke a omitiu após o suicídio do vocalista do Nirvana, Kurt Cobain, em 1994, pois ele não queria que os ouvintes acreditassem que era uma alusão a Cobain. "Street Spirit (Fade Out)" foi inspirada no livro The Famished Road de Ben Okri e na música do R.E.M. A letra detalha uma fuga de uma realidade opressiva. O jornalista Rob Sheffield apelidou "Street Spirit (Fade Out)" - bem como "Planet Telex" e "High and Dry" - de um "épico distópico de big band". O riff de guitarra angular em "Just" foi influenciado por John McGeoch tocando na música da Magazine "Shot By Both Sides" de 1978: Jonny Greenwood disse que era "praticamente o mesmo tipo de ideia".

## Capa
The Bends foi o primeiro álbum do Radiohead com a arte de Stanley Donwood. Donwood conheceu Yorke enquanto eles eram estudantes na Universidade de Exeter, e anteriormente criaram a arte para o EP My Iron Lung; Donwood criou todas as artes do Radiohead desde então. Para The Bends, Yorke e Donwood alugaram uma câmera cassete e filmaram objetos, incluindo placas de trânsito, embalagens e luzes de rua. Eles entraram em um hospital para filmar um pulmão de aço, mas, de acordo com Donwood, descobriram que os pulmões de aço "não são muito interessantes de se olhar". Em vez disso, eles filmaram um manequim de RCP, que Donwood descreveu como tendo "uma expressão facial como a de um androide descobrindo pela primeira vez as sensações de êxtase e agonia, simultaneamente". Para criar a imagem da capa, a dupla exibiu a filmagem em um aparelho de televisão e fotografou a tela.

## Promoção e vendas
The Bends foi lançado no Japão em 8 de março de 1995 pela EMI e no Reino Unido em 13 de março pela Parlophone Records. Ele passou 16 semanas no UK Albums Chart, chegando a quarta posição. No mesmo dia do lançamento no Reino Unido, a apresentação do Radiohead no Astoria em maio de 1994 foi lançada em VHS como Live at the Astoria, incluindo apresentações de várias faixas de Bends.
Nos EUA, The Bends foi lançado em 4 de abril pela distribuidora norte-americana do Radiohead, Capitol Records. De acordo com o jornalista Tim Footman, a Capitol quase se recusou a lançar o álbum, sentindo que faltavam singles de sucesso. The Bends estreou no fim da Billboard 200 dos EUA na semana de 13 de maio antes de subir para a posição 147 na semana de 24 de junho. "Fake Plastic Trees" foi usado no filme As Patricinhas de Beverly Hills de 1995 e é creditado por apresentar o Radiohead a um público americano maior.
O burburinho gerado por fãs famosos como o cantor Michael Stipe do R.E.M., combinado com os videoclipes distintos, ajudaram a sustentar a popularidade do Radiohead fora do Reino Unido. The Bends voltou a entrar na parada da Billboard 200 dos EUA na semana de 17 de fevereiro de 1996 e atingiu a posição 88 em 20 de abril, quase exatamente um ano após seu lançamento; foi certificado ouro pela RIAA pelas vendas de meio milhão de cópias em 4 de abril. Embora continue sendo o álbum do Radiohead em posição mais baixa nas paradas nos EUA, The Bends foi disco de platina em janeiro de 1999 pelas vendas de um milhão de cópias. Selway creditou os videoclipes por ajudar o álbum a "gradualmente se infiltrar na consciência das pessoas". De acordo com o apresentador da MTV Matt Pinfield, outras gravadoras perguntavam por que a MTV continuava promovendo The Bends quando estava vendendo menos do que seus álbuns; sua resposta era: "Porque é ótimo!" Yorke agradeceu a Pinfield dando-lhe um disco de ouro de The Bends.
No final de 1996, The Bends havia vendido cerca de 2 milhões de cópias em todo o mundo. No Reino Unido, foi disco de platina em fevereiro de 1996 por vendas de mais de 300.000; em julho de 2013, foi certificado como platina quádrupla. Embora continue sendo o álbum do Radiohead em posição mais baixa nas paradas nos EUA, foi disco de platina em janeiro de 1999 pelas vendas de um milhão de cópias.

## Recepção crítica
| Críticas profissionais | Críticas profissionais |
| Avaliações da crítica  | Avaliações da crítica  |
| Fonte                  | Avaliação              |
| ---------------------- | ---------------------- |
| Chicago Tribune        | 1 de 4 estrelas.       |
| Entertainment Weekly   | B+                     |

The Bends foi aclamado no Reino Unido. A crítica do The Guardian, Caroline Sullivan, escreveu que o Radiohead havia "se transformado de guitarristas sem descrição em potenciais artistas de arena... A grandiosidade pode acabar se esvaindo, como aconteceu com o U2, mas já faz anos que o rock de grande impacto não soa tão emocional". A Q descreveu The Bends como um "disco poderoso, machucado, majestosamente desesperado, com músicas assustadoramente boas", enquanto Mark Sutherland, da NME, escreveu que "o Radiohead claramente resolveu fazer um álbum tão impressionante que faria as pessoas esquecerem seu próprio nome, sem falar em ['Creep']", descrevendo-o como "o disco de rock dos anos 90 consumado, abrangente e que domina o continente". Dave Morrison, da Select, escreveu que o álbum "captura e esclarece uma gama muito maior de estados de espírito do que Pablo Honey" e elogiou o Radiohead como "um dos grandes trunfos do rock do Reino Unido". A NME e a Melody Maker colocaram The Bends entre os dez melhores álbuns do ano.

## Lista de músicas
Todas as músicas escritas pelo Radiohead.
| N.º            | Título                         | Duração |  |
| 1.             | "Planet Telex"                 | 4:19    |  |
| 2.             | "The Bends"                    | 4:06    |  |
| 3.             | "High and Dry"                 | 4:17    |  |
| 4.             | "Fake Plastic Trees"           | 4:50    |  |
| 5.             | "Bones"                        | 3:09    |  |
| 6.             | "(Nice Dream)"                 | 3:53    |  |
| 7.             | "Just"                         | 3:54    |  |
| 8.             | "My Iron Lung"                 | 4:36    |  |
| 9.             | "Bullet Proof... I Wish I Was" | 3:28    |  |
| 10.            | "Black Star"                   | 4:07    |  |
| 11.            | "Sulk"                         | 3:42    |  |
| 12.            | "Street Spirit (Fade Out)"     | 4:13    |  |
| Duração total: | Duração total:                 | 48:33   |  |

## Créditos
Adaptado do encarte.
| Radiohead - Thom Yorke - vocais principais, guitarras, piano; arranjos de cordas - Ed O' Brien - guitarra, vocal de apoio - Jonny Greenwood - guitarra, órgão, gravador, sintetizador, piano; arranjos de cordas - Colin Greenwood - baixo - Philip Selway - bateria Músicos adicionais - Caroline Lavelle - violoncelo - John Matthias - viola, violino | Produção - John Leckie – produção (faixas 1, 2, 4–12), mixagem (faixas 2, 3, 11, 12), engenharia - Radiohead – produção (faixas 3, 10), mixagem - Nigel Godrich – produção (faixa 10), engenharia - Jim Warren – produção (faixa 3), engenharia - Sean Slade – mixagem - Paul Q. Kolderie – mixagem - Chris Brown – engenharia - Guy Massey – assistência de engenharia - Shelley Saunders - assistência de engenharia - Chris Blair – masterização Design - Stanley Donwood – arte - The White Chocolate Farm - arte - Green Ink - pintura |

## Paradas e posições
| Parada (1995-1996)               | Posição máxima |
| -------------------------------- | -------------- |
| Alemanha (Offizielle Top 100)    | 73             |
| Austrália (ARIA)                 | 23             |
| Áustria (Ö3 Austria)             | 37             |
| Bélgica (Ultratop Flandres)      | 8              |
| Bélgica (Ultratop Valônia)       | 26             |
| Canadá (The Record)              | 14             |
| Escócia (OCC)                    | 7              |
| Estados Unidos (Billboard 200)   | 88             |
| Europa (European Top 100 Albums) | 17             |
| Nova Zelândia (RMNZ)             | 8              |
| Países Baixos (Album Top 100)    | 20             |
| Reino Unido (OCC)                | 4              |
| Suécia (Sverigetopplistan)       | 26             |

| Parada (1995)        | Posição |
| -------------------- | ------- |
| Nova Zelândia (RMNZ) | 34      |
| Reino Unido (OCC)    | 56      |

| Parada (1996)                    | Posição |
| -------------------------------- | ------- |
| Europa (European Top 100 Albums) | 97      |
| Nova Zelândia (RMNZ)             | 33      |
| Países Baixos (Album Top 100)    | 97      |
| Reino Unido (OCC)                | 43      |

## Certificações
| Região | Certificação | Unidades/Vendas certificadas |
| --- | ------------ | ---------------------------- |
| Argentina (CAPIF) | Ouro         | 30 000^                      |
| Bélgica (BEA) | Ouro         | 25 000*                      |
| Canadá (Music Canada) | 3× Platina   | 300 000^                     |
| Estados Unidos (RIAA) | Platina      | 1 540 000                    |
| Itália (FIMI) | Ouro         | 25 000‡                      |
| Nova Zelândia (RMNZ) | Platina      | 15 000^                      |
| Países Baixos (NVPI) | Ouro         | 50 000^                      |
| Reino Unido (BPI) | 4× Platina   | 1 248 350                    |
| Sumários |              |                              |
| União Europeia (IFPI) | Platina      | 1 000 000*                   |
| *vendas baseadas apenas na certificação ^distribuições baseadas apenas na certificação ‡números de vendas+streaming baseados apenas na certificação |              |                              |